# Вишневое (Новомосковский район)
Вишневое (укр. Вишневе) — посёлок,
Перещепинский городской совет,
Новомосковский район,
Днепропетровская область,
Украина.
До 2016 года село носило название Фрунзе .
Код КОАТУУ — 1223210505. Население по переписи 2001 года составляло 267 человек .

## Географическое положение
Посёлок Вишневое находится в 2,5 км от канала Днепр — Донбасс,
на расстоянии в 0,5 км от села Козырщина и в 1 км от города Перещепино.
Рядом проходят автомобильная дорога Т-0412 и
железная дорога, станция Перещепино в 1 км.